# Zoltán Tőke
Zoltán László Tőke (* 1. Juli 1994 in Miercurea Ciuc) ist ein rumänischer Eishockeytorwart, der seit 2015 beim CSM Corona Brașov in der Ersten Liga, der früheren MOL Liga, unter Vertrag steht.

## Karriere

### Club
Zoltán Tőke, der der ungarischsprachigen Minderheit der Szekler angehört, begann seine Karriere beim HSC Csíkszereda. Nachdem er für den traditionellen Klub der Szekler in Siebenbürgen zunächst in den U18-Ligen Rumäniens und Ungarns gespielt hatte, debütierte er in der Spielzeit 2011/12 in der rumänischen Eishockeyliga. 2012 wechselte er nach Ungarn zum Debreceni HK, wo er zunächst in den U20-Ligen Ungarns und der Slowakei im Tor stand, bevor er in der Spielzeit 2014/15 in die erste Herren-Mannschaft wechselte, die gerade in die multinationale MOL Liga aufgenommen wurde. 2015 kehrte er nach Rumänien zurück und steht seither beim ASC Corona 2010 Brașov unter Vertrag, für den er überwiegend in der MOL Liga spielt. 2017, 2019, 2023 und 2024 gewann er mit Corona den rumänischen Meistertitel und 2024 auch die Erste Liga, wie MOL Liga nach einem Sponsorenwechsel inzwischen heißt.

### International
Tőke spielt international im Gegensatz zu anderen Szeklern, die für Ungarn antreten, für sein Geburtsland Rumänien. Er nahm im Juniorenbereich an den U18-Weltmeisterschaften 2010, 2011 und 2012, als er zum besten Torhüter des Turniers gewählt wurde, sowie den U20-Weltmeisterschaften 2012, als er die zweitbeste Fangquote und gemeinsam mit dem Esten Aleksei Arno auch den zweitgeringsten Gegentorschnitt jeweils hinter seinem Landsmann Szabolcs Szakács erreichte, 2013, als er als bester Torhüter des Turniers ausgezeichnet wurde, und 2014 jeweils in der Division II teil.
Erstmals zum Kader der Herren-Nationalmannschaft gehörte er bei der Weltmeisterschaft 2017 in der Division I, als er mit der besten Fangquote und dem geringsten Gegentorschnitt des Turniers maßgeblich zum Aufstieg der Rumänen in die Division I beitrug. Dort spielte er dann bei den Weltmeisterschaften 2018 und 2019, als er erneut mit der besten Fangquote und dem geringsten Gegentorschnitt des Turniers tatkräftig am Aufstieg seiner Mannschaft von de B- in die A-Gruppe beitrug, 2022, 2023 und 2024, als er mit der drittbesten Fangquote nach dem Slowenen Gašper Krošelj und dem Ungarn Bence Bálizs zum besten Spieler seiner Mannschaft gewählt wurde. Zudem vertrat er seine Farben bei den Olympiaqualifikationsturnieren für die Winterspiele in Peking 2022 in Mailand 2026.

## Erfolge und Auszeichnungen
- 2017 Rumänischer Meister mit dem ASC Corona 2010 Brașov
- 2019 Rumänischer Meister mit dem ASC Corona 2010 Brașov
- 2023 Rumänischer Meister mit dem CSM Corona Brașov
- 2024 Gewinn der Ersten Liga mit dem CSM Corona Brașov
- 2024 Rumänischer Meister mit dem CSM Corona Brașov

### International
- 2012 Bester Torhüter bei der U18-Weltmeisterschaft der Division II, Gruppe A
- 2012 Aufstieg in die Division II, Gruppe A bei der U20-Weltmeisterschaft der Division II, Gruppe B
- 2013 Bester Torhüter bei der U20-Weltmeisterschaft der Division II, Gruppe A
- 2017 Aufstieg in die Division I, Gruppe B bei der Weltmeisterschaft der Division II, Gruppe A
- 2017 Beste Fangquote und geringster Gegentorschnitt bei der Weltmeisterschaft der Division II, Gruppe A
- 2019 Aufstieg in die Division I, Gruppe A bei der Weltmeisterschaft der Division I, Gruppe B
- 2019 Beste Fangquote und geringster Gegentorschnitt bei der Weltmeisterschaft der Division I, Gruppe B